# Go Ahead Eagles in het seizoen 2019/20
Go Ahead Eagles kwam in het seizoen 2019/20, het 117e jaar van de voetbalclub, voor het derde jaar op rij uit in de Nederlandse Eerste divisie (Keuken Kampioen Divisie), de op een na hoogste voetbalcompetitie in Nederland en nam deel aan het toernooi om de TOTO KNVB beker. Jack de Gier werd voor dit seizoen als trainer aangetrokken.
Coronacrisis
Op 12 maart 2020 werden vanwege de coronacrisis in Nederland alle Nederlandse voetbalwedstrijden tot en met 31 maart 2020 afgelast. Op 15 maart 2020 werd dit verlengd tot en met 6 april 2020, en moesten de sportclubs per direct sluiten, waardoor de trainingen zijn stilgelegd. Op 31 maart 2020 maakte minister-president Mark Rutte tijdens een persconferentie bekend dat alle betaald voetbalwedstrijden tot 1 juni 2020 zijn stilgelegd.
Dit seizoen vindt het honderdjarig bestaan plaats van De Adelaarshorst, maar de festiviteiten en de op 1 mei 2020 geplande jubileumwedstrijd tegen TOP Oss werden in verband met de coronacrisis verschoven naar 2021.

## Selectie 2019/20
In 2019/20 had Go Ahead Eagles met Elmo Lieftink, Sam Beukema en Jarno van den Bos uit Deventer en nog drie spelers in totaal zes spelers uit de eigen stad en de regio in de selectie. In het seizoen 2017/18 waren dat er nog acht.
Bijgewerkt t/m 20 april 2020
| Nr.           | Nat.                                           | Naam                  | Totaal GAE | Totaal GAE | Contract    | Vorige club         | Debuut GAE        | Debuutwedstrijd                        |
| Nr.           | Nat.                                           | Naam                  | W          |            | Contract    | Vorige club         | Debuut GAE        | Debuutwedstrijd                        |
| ------------- | ---------------------------------------------- | --------------------- | ---------- | ---------- | ----------- | ------------------- | ----------------- | -------------------------------------- |
| Keepers       |                                                |                       |            |            |             |                     |                   |                                        |
| 1             | Vlag van Nederland                             | Hobie Verhulst        | 74         | 0          | 2020        | FC Volendam         | 17 augustus 2018  | Go Ahead Eagles - Jong FC Utrecht, 5–0 |
| 16            | Vlag van Nederland                             | Mark Spenkelink       | 0          | 0          | 2020        | Eigen jeugd         |                   |                                        |
| 18            | Vlag van Nederland                             | Jeroen Houwen         |            |            |             | Vitesse             |                   |                                        |
| 18            | Vlag van Nederland                             | Lars Jansen           | 0          | 0          |             | Eigen jeugd         |                   |                                        |
| 20            | Vlag van Nederland                             | Jay Gorter            | 2          | 0          |             | Eigen jeugd         | 29 oktober 2019   | Almere City FC– Go Ahead Eagles, 1-3   |
| Verdedigers   |                                                |                       |            |            |             |                     |                   |                                        |
| 2             | Vlag van Nederland                             | Wout Droste           | 77         | 1          | 2021        | Heracles Almelo     | 22 augustus 2008  | RKC Waalwijk - Go Ahead Eagles, 1-1    |
| 3             | Vlag van Nederland                             | Gino Bosz             | 51         | 2          | 2019        | Vitesse             | 17 augustus 2018  | Go Ahead Eagles - Jong FC Utrecht, 5–0 |
| 4             | Vlag van Nederland                             | Jeroen Veldmate       | 62         | 12         | 2020        | FC Emmen            | 17 augustus 2018  | Go Ahead Eagles - Jong FC Utrecht, 5–0 |
| 5             | Vlag van Kaapverdië · Vlag van Nederland       | Elso Brito            | 27         | 0          |             | SC Telstar          | 14 september 2019 | TOP Oss – Go Ahead Eagles, 1–2         |
| 15            | Vlag van Duitsland · Vlag van Algerije         | Nicolas Abdat         | 8          | 0          | 2021        | SG Wattenscheid 09  | 16 augustus 2019  | Cambuur – Go Ahead Eagles, 5–0         |
| 17            | Vlag van Nederland                             | Julius Bliek          | 39         | 3          | 2020        | FC Dordrecht        | 14 september 2018 | Jong AZ - Go Ahead Eagles, 3–2         |
| 19            | Vlag van Nederland                             | Joran Swart           | 7          | 0          | 2010        | PEC Zwolle          | 20 december 2019  | Jong FC Utrecht – Go Ahead Eagles, 0-3 |
| 25            | Vlag van Nederland                             | Boyd Lucassen         | 4          | 0          | 2021        | Vitesse             | 17 december 2019  | FC Twente – Go Ahead Eagles, 2-5       |
| 27            | Vlag van België                                | Jenthe Mertens        | 28         | 2          | 2020        | Oud-Heverlee Leuven | 7 september 2019  | Go Ahead Eagles - Excelsior, 2–2       |
| 31            | Vlag van Nederland                             | Sam Beukema           | 32         | 2          | 2019        | Eigen jeugd         | 8 september 2017  | Go Ahead Eagles – FC Volendam, 1–1     |
| 33            | Vlag van Nederland                             | Jarno van den Bos     | 0          | 0          |             | Eigen jeugd         |                   |                                        |
| 34            | Vlag van Nederland                             | Donny van Iperen      | 8          | 0          | 2020        | SC Telstar          | 9 augustus 2019   | Go Ahead Eagles-MVV Maastricht, 3–2    |
| Middenvelders |                                                |                       |            |            |             |                     |                   |                                        |
| 6             | Vlag van Nederland                             | Elmo Lieftink         | 32         | 6          | 2020        | Willem II           | 9 augustus 2019   | Go Ahead Eagles-MVV Maastricht, 3–2    |
| 10            | Vlag van Nederland                             | Alexander Bannink     | 22         | 2          | 2020        | FC Emmen            | 9 augustus 2019   | Go Ahead Eagles-MVV Maastricht, 3–2    |
| 22            | Vlag van Nederland                             | Max Leeflang          | 0          | 0          | 2020        | VV Berkum           |                   |                                        |
| 23            | Vlag van Nederland                             | Richard van der Venne | 63         | 20         | 2020        | FC Oss              | 17 augustus 2018  | Go Ahead Eagles - Jong FC Utrecht, 5–0 |
| 24            | Vlag van Verenigde Staten · Vlag van Frankrijk | Mael Corboz           | 29         | 5          | 2021        | SG Wattenscheid 09  | 9 augustus 2019   | Go Ahead Eagles-MVV Maastricht, 3–2    |
| 30            | Vlag van Nederland                             | Soufyan Ahannach      | 7          | 1          |             | Union Sint-Gillis   | 3 februari 2020   | Jong Ajax – Go Ahead Eagles, 5–1       |
| 35            | Vlag van Nederland                             | Zakaria Eddahchouri   | 7          | 0          | 2022        | Eigen jeugd         | 3 mei 2019        | FC Den Bosch – Go Ahead Eagles, 2–0    |
| Aanvallers    |                                                |                       |            |            |             |                     |                   |                                        |
| 7             | Vlag van Tsjechië                              | Jaroslav Navrátil     | 64         | 24         | 2020        | Heracles            | 17 augustus 2018  | Go Ahead Eagles - Jong FC Utrecht, 5–0 |
| 8             | Vlag van Frankrijk                             | Antoine Rabillard     | 28         | 11         |             | Olympique Marseille | 9 augustus 2019   | Go Ahead Eagles-MVV Maastricht, 3–2    |
| 9             | Vlag van Estland                               | Henri Anier           | 2          | 0          |             | Suwon FC            | 16 februari 2020  | MVV – Go Ahead Eagles, 3–0             |
| 11            | Vlag van Zweden                                | Adrian Edqvist        | 24         | 3          | 2020 (huur) | Kalmar FF           | 23 augustus 2019  | Go Ahead Eagles - Jong FC Utrecht, 4–0 |
| 14            | Vlag van Nederland                             | Martijn Berden        | 32         | 5          | 2021        | Vitesse             | 9 augustus 2019   | Go Ahead Eagles-MVV Maastricht, 3–2    |
| 17            | Vlag van België                                | Maecky Ngombo         | 12         | 2          |             | Ascoli FC           | 14 september 2019 | TOP Oss – Go Ahead Eagles, 1–2         |
| 21            | Vlag van Nederland · Vlag van Angola           | Samuel Wakana         | 2          | 0          |             | Eigen jeugd         | 1 april 2019      | Go Ahead Eagles – Telstar, 2–3         |
| 26            | Vlag van Nederland                             | Maarten Pouwels       | 35         | 7          | 2019        | SV Dalfsen          | 17 augustus 2018  | Go Ahead Eagles - Jong FC Utrecht, 5–0 |

* Het rugnummer 12 werd niet uitgereikt omdat de fans van de club de 12e man zijn.

### Technische en medische staf
Bijgewerkt tot 2 juli 2019
| Nat.               | Naam                    | Functie              | Sinds | Contract | Vorige club   |
| ------------------ | ----------------------- | -------------------- | ----- | -------- | ------------- |
| Technische staf    |                         |                      |       |          |               |
| Vlag van Nederland | Jack de Gier            | hoofdtrainer         | 2019  | 2020     | N.E.C.        |
| Vlag van Nederland | Marco Heering           | assistent-trainer    | 2018  | 2020     | Almere City   |
| Vlag van Nederland | Kick Maatman            | assistent-trainer    | 2014  | 2020     | Rohda Raalte  |
| Vlag van Nederland | Harmen Kuperus          | keeperstrainer       | 2019  | 2020     | KV Mechelen   |
| Vlag van Nederland | Jelmer Sevenster        | fitness-trainer      | 2018  | 2020     | SC Cambuur    |
| Medische staf      |                         |                      |       |          |               |
| Vlag van Nederland | Daniël Brummel          | verzorger            | 2014  |          |               |
| Vlag van Nederland | Frank Nab               | fysiotherapeut       | 2019  | 2020     |               |
| Vlag van Nederland | Norbert Schilder        | clubarts             | 2009  |          |               |
| Vlag van Nederland | Dennis Kok              | clubarts             | 2010  |          |               |
| Overige staf       |                         |                      |       |          |               |
| Vlag van Nederland | Eric Whittie            | hoofd-jeugdopleiding | 2019  |          | Victoria Boys |
| Vlag van Nederland | Alfred Knippenberg      | teammanager          | 2017  |          |               |
| Vlag van Nederland | Jorran van Santen       | performance analist  | 2018  | 2020     |               |
| Vlag van Nederland | Michel Boerebach        | scout                | 2018  |          |               |
| Vlag van Nederland | Leen den Boer           | videoanalist         | 2018  |          | Almere City   |
| Vlag van Nederland | Carla Whittie-Bruggeman | materiaalverzorgster | 1998  |          |               |

## Voorbereiding
Zaterdag 29 juni 2019 (19:00 uur, sportpark SV Terwolde)
SV Terwolde – Go Ahead Eagles 1-10
Dinsdag 2 juli 2019 (19:00 uur, sportpark Voorwaarts Twello)
SV Voorwaarts – Go Ahead Eagles 1-5
Vrijdag 5 juli 2019 (19:00 uur, sportpark vv Heeten)
Sallands Streekteam – Go Ahead Eagles 0-4
Vrijdag 12 juli 2019 (19:00 uur, sportpark SV Terwolde)
Go Ahead Eagles – Excelsior 2-0
Zondag 14 juli 2019 (De Adelaarshorst)
Open Dag
Vrijdag 19 juli 2019 (19:00 uur, sportpark SV Terwolde)
Go Ahead Eagles – Anorthosis Famagusta FC (Cyprus) 1-1
Dinsdag 23 juli 2019 (19:00 uur, sportpark SV Terwolde)
Go Ahead Eagles – FC Emmen 2-3
Zaterdag 27 juli 2019 (19:00 uur, sportpark SV Terwolde)
Go Ahead Eagles – Al-Shabab FC (Saoedi-Arabië) 2-3
Zaterdag 3 augustus 2019 (19:00 uur, De Adelaarshorst) Go Ahead Eagles – Konyaspor (Turkije) 0-0

### Transfers 2019/20

#### Aangetrokken spelers
| Naam              | Nationaliteit                                  | Positie      | Contract | Vorige club         | Opmerking                  |
| ----------------- | ---------------------------------------------- | ------------ | -------- | ------------------- | -------------------------- |
| Jeroen Houwen     | Vlag van Nederland                             | aanvaller    | 2020     | Vitesse             | * gehuurd                  |
| Soufyan Ahannach  | Vlag van Nederland                             | verdediger   | 2020     | Union Sint-Gillis   | *                          |
| Henri Anier       | Vlag van Estland                               | aanvaller    | 2020     | Suwon FC            | *                          |
| Elso Brito        | Vlag van Kaapverdië · Vlag van Nederland       | verdediger   |          | Telstar             |                            |
| Wout Droste       | Vlag van Nederland                             | verdediger   | 2021     | Heracles Almelo     |                            |
| Donny van Iperen  | Vlag van Nederland                             | verdediger   | 2020     | SC Telstar          |                            |
| Nicolas Abdat     | Vlag van Duitsland · Vlag van Algerije         | verdediger   | 2021     | SG Wattenscheid 09  |                            |
| Joran Swart       | Vlag van Nederland                             | verdediger   | 2020     | PEC Zwolle          | zat zonder club in 2018/19 |
| Boyd Lucassen     | Vlag van Nederland                             | verdediger   | 2021     | Vitesse             |                            |
| Max Leeflang      | Vlag van Nederland                             | verdediger   | 2020     | VV Berkum           |                            |
| Elmo Lieftink     | Vlag van Nederland                             | middenvelder | 2020     | Willem II           |                            |
| Alexander Bannink | Vlag van Nederland                             | middenvelder | 2020     | FC Emmen            |                            |
| Mael Corboz       | Vlag van Verenigde Staten · Vlag van Frankrijk | middenvelder | 2021     | SG Wattenscheid 09  |                            |
| Martijn Berden    | Vlag van Nederland                             | aanvaller    | 2021     | Vitesse             |                            |
| Antoine Rabillard | Vlag van Frankrijk                             | aanvaller    |          | Olympique Marseille |                            |
| Maecky Ngombo     | Vlag van België                                | aanvaller    |          | Ascoli FC           |                            |
| Adrian Edqvist    | Vlag van Zweden                                | aanvaller    | 2020     | Kalmar FF           | gehuurd                    |
| Jenthe Mertens    | Vlag van België                                | aanvaller    | 2020     | Oud-Heverlee Leuven |                            |

* aangetrokken tijdens wintertransferperiode 2019/2020

#### Vertrokken spelers
| Naam                | Nationaliteit      | Positie      | Nieuwe club             | Opmerking |
| ------------------- | ------------------ | ------------ | ----------------------- | --------- |
| Julius Bliek        | Vlag van Nederland | verdediger   | FC Saboertalo           | *         |
| Thomas Verheydt     | Vlag van Nederland | aanvaller    | Almere City FC          |           |
| Givan Werkhoven     | Vlag van Nederland | aanvaller    | Helmond Sport           |           |
| Jeff Stans          | Vlag van Nederland | middenvelder | Helmond Sport           |           |
| Orhan Džepar        | Vlag van Nederland | middenvelder | Helmond Sport           |           |
| Dennis Hettinga     | Vlag van Nederland | verdediger   | TOP Oss                 |           |
| Pieter Langedijk    | Vlag van Nederland | aanvaller    | TOP Oss                 |           |
| Giovanni Büttner    | Vlag van Nederland | aanvaller    | TOP Oss                 |           |
| Istvan Bakx         | Vlag van Nederland | middenvelder | SV Spakenburg           |           |
| Paco van Moorsel    | Vlag van Nederland | middenvelder | FC Den Bosch            |           |
| Desney Bruinink     | Vlag van Nederland | middenvelder | HSC '21                 |           |
| Roland Baas         | Vlag van Nederland | verdediger   | BV De Graafschap        |           |
| Joey Groenbast      | Vlag van Nederland | verdediger   | onbekend                |           |
| Jairzinho Slijngard | Vlag van Nederland | middenvelder | SV Batavia '90          |           |
| Gor Agbaljan        | Vlag van Armenië   | middenvelder | onbekend                |           |
| Bruno Andrade       | Vlag van Brazilië  | aanvaller    | KFC Esperanza           |           |
| Vince Gino Dekker   | Vlag van Nederland | aanvaller    | SV Spakenburg           |           |
| Julian Lelieveld    | Vlag van Nederland | verdediger   | was gehuurd van Vitesse |           |
| Sjoerd Overgoor     | Vlag van Nederland | middenvelder | TOP Oss                 | **        |
| Rick Ketting        | Vlag van Nederland | verdediger   | IFK Mariehamn           | **        |
| Thijs Dekker        | Vlag van Nederland | middenvelder | WHC                     | **        |

* vertrokken tijdens wintertransferperiode 2019/2020
** vertrokken tijdens wintertransferperiode 2018/2019

## Jeugd

### Regionale voetbalacademie
In mei 2018 werd de voetbalopleiding van Go Ahead Eagles door de KNVB aangemerkt als regionale voetbalacademie.
De nationale voetbalbond geeft elke drie jaar een oordeel af over de jeugdopleidingen van de betaald voetbal organisaties.
Profclubs moeten aan bepaalde kwaliteitseisen voldoen, waarbij de KNVB vier niveaus onderscheidt: internationaal, nationaal, regionaal en lokaal.
GA Eagles heeft de ambitie een regionale opleiding te zijn en dat werd in mei 2018 gerealiseerd.
De Deventer club voldoet onder meer aan de eis dat drie van de vier jeugdelftallen op minimaal eerste divisie-niveau voetballen.
De bond stelde tevens vast dat de voetbalopleiding goed verankerd is binnen de club.
Sinds de herstart in 2014 debuteerden tien spelers uit die jeugdopleiding in het eerste elftal.

### Jong Go Ahead Eagles
Met ingang van het seizoen 2018/19 werden de hoofdmacht en het beloftenteam samengevoegd tot één groep van 25 voetballers en drie keepers.
Go Ahead Eagles wilde daarmee de ontwikkeling en doorstroming van talenten bevorderen, door beloftevolle spelers dagelijks samen met het eerste elftal te laten trainen.
De bestaande beloftenformatie werd op dat moment voor een groot deel ontmanteld. De meeste spelers vertrokken. Alleen Desney Bruinink, Giovanni Büttner en doelman Lars Jansen bleven.
Het beloftenteam bleef in 2018/19 wel in competitieverband actief in de beloftencompetitie. Jong Go Ahead Eagles komt sinds 2018/19 in wedstrijdverband uit met een mix van spelers van de hoofdmacht en van Go Ahead Eagles O19. Die jeugdselectie werd met ingang van het seizoen 2018/19 uitgebreid.

### Jeugdteams, -kader en indeling 2019/1920
Sinds 14 maart 2019 is Eric Whittie Hoofd Technische Zaken van de jeugdafdeling van Go Ahead Eagles, hij volgde Jan Kromkamp op.
| Team     | Trainer                      | Competitie                                | Opmerking |
| -------- | ---------------------------- | ----------------------------------------- | --------- |
| Beloften |                              | Beloftencompetitie Poule B                |           |
| O19      | Erik Zandstra                | 2e Divisie A                              |           |
| O17      | Uğur Yıldırım                | 2e Divisie A                              |           |
| O15      | Tristan Berghuis             | 1e Divisie A                              |           |
| O13      | Jip Ellenbroek               | 2e Divisie D                              |           |
| Keepers  | Sjoerd Woudenberg Yoël Finke | Onder-17 en Onder-19 Onder-15 en onder-13 |           |

Almere City FC ·
SC Cambuur ·
FC Den Bosch ·
FC Dordrecht ·
FC Eindhoven ·
Excelsior ·
Go Ahead Eagles ·
De Graafschap ·
Helmond Sport ·
Jong Ajax ·
Jong AZ ·
Jong PSV ·
Jong FC Utrecht ·
MVV Maastricht ·
NAC Breda ·
N.E.C. ·
Roda JC Kerkrade ·
Telstar ·
TOP Oss ·
FC Volendam